# Пісеєвське сільське поселення
Пісе́євське сільське поселення — колишнє муніципальне утворення в складі Алнаського району Удмуртії, Росія. Адміністративний центр — присілок Пісеєво.
Розформоване 9 травня 2021 року законом Удмуртської Республіки за 23 квітня 2021 року № 27-РЗ через переформування муніципального району на муніципальний округ.

## Населення
Населення — 804 особи (2018; 847 у 2015, 920 у 2012, 945 у 2010, 1084 у 2002).

## Склад
До складу поселення входять такі населені пункти:
| Населений пункт         | Населення, осіб (2002) | Населення, осіб (2010) | Населення, осіб (2012) |
| ----------------------- | ---------------------- | ---------------------- | ---------------------- |
| Нижній Сир'єз, присілок | 569                    | 493                    | 479                    |
| Оркіно, присілок        | 250                    | 197                    | 197                    |
| Пісеєво, присілок       | 265                    | 255                    | 244                    |

## Господарство
В поселенні діють школа (Нижній Сир'єз) та садочок (Пісеєво), бібліотека, 3 клуби, 3 фельдшерсько-акушерських пункти.